# Обухов, Герман Викторович
Ге́рман Ви́кторович Обухов (род. 27 ноября 1949, Челябинск) — американский общественный и политический деятель, политзаключённый СССР в 1981—1987 годах. Учредитель и глава фонда «Стоп Российский Террор», один из учредителей Благотворительного фонда «Откроем мир детям». Автор пяти книг и шести сценариев.

## Биография
Родился в семье учёного в области теории автоматического управления. Окончил школу № 1 в Минске в 1966 году, высшее образование получил по специальности конструктор радиоэлектронной аппаратуры в 1975 году в Ленинградском электротехническом институте (ЛЭТИ). После окончания института работал инженером по медицинскому оборудованию в Институте экспериментальной медицины Академии медицинских наук (ИЭМ АМН СССР) имени академика Павлова, а затем в центральной клинико-диагностической лаборатории клиники Первого Ленинградского медицинского института.
В 1970-е годы начал писать стихи и рассказы, на этот же период жизни приходится его работа над книгой «Погаснувший рассвет». Правозащитница Людмила Алексеева упоминала, что Герман Обухов в этой книге критиковал внешнюю и внутреннюю политику КПСС с марксистских позиций. Сам Обухов, говоря о книге, подчеркнул, что «сделал попытку беспристрастно проанализировать как идеи создания коммунистического общества, так и развитие социалистического государства». В те же годы он начал активно контактировать со студентами американских университетов, приезжавших в Ленинградский государственный университет (ЛГУ) на стажировку по изучению русского языка и литературы, а также с корреспондентами западных газет и журналов.
3 сентября 1981 года был арестован в Москве при попытке передать рукопись этой книги представительнице издательства «Галлимер» Анни Шевалье, и 27 ноября 1981 года его приговорили к 4 годам лишения свободы и 2 годам ссылки. «Мне вменялась в вину антисоветская пропаганда и агитация, — вспоминает Герман Обухов, — а по истечении срока власти предложили мне уехать из страны».
Он отбывал срок заключения в колониях строгого режима Пермской области («Пермь-35» и «Пермь-37»). Известно, что 30 октября 1983 года, в День политзаключённого в СССР в лагере ВС-389/37, Обухов объявил голодовку в знак протеста против судебного произвола, с требованием признания статуса политзаключённого. С 21 сентября 1985 года отбывал ссылку в посёлке Аян Хабаровском крае.
После освобождения в марте 1988 года власти вынудили Обухова эмигрировать. Он выехал в Великобританию по приглашению Amnesty International и при поддержке Лансинг колледжа в Лондон, причём при высылке Герман Обухов был лишён гражданства СССР. Затем в том же году переехал в США, поскольку конгресс США заочно предоставил ему политическое убежище. В США Обухов работал по своей основной специальности инженера по электронной (теперь уже медицинской) аппаратуры в госпитале Медицинского центра Йельского университета(YNHH). С 1991 года после распада СССР Герман Обухов начал регулярно приезжать в Россию. В 1993 году он получил гражданство США, а с 1998 по 2006 год жил и работал в Санкт-Петербурге.
В 2014 Герман Обухов принял активное участие в Евромайдане в Украине и перебрался жить из США в Киев. 
В 2018 году вернулся в США.

## Общественно-политическая деятельность
В 1991 году Герман Обухов инициировал и учредил Российско-американского совета экономического развития (RACED), в который вошёл Первый Мэр Санкт-Петербурга Анатолий Собчак. Обухов принимал активное участие во многих конференциях и семинарах, посвящённых новой России, в которых участвовали Конгрессмены и Сенаторы США. С 1998 по 2004 год являлся советником по международным делам на общественных началах в Законодательном Собрании Санкт-Петербурга.
В 2002 году, оставаясь исполнительным директором RACED, основал Международный благотворительный фонд «Откроем мир детям» вместе с бывшим Генконсулом Соединённых Штатов в Санкт-Петербурге Джеком Госнеллом и Президентом БФ «Детский Альянс (США) Дебби МакФадденpом. Этот фонд занимался компьютеризацией детских домов. Более двух тысяч детей-сирот смогли получить компьютерные навыки и найти себе друзей по всему миру. В своём интервью Герман Обухов отмечал, что компьютеризация — это один из механизмов адаптации «и детей, и молодёжи в этом мире». Фонд был учреждён в Санкт-Петербурге, а его филиал зарегистрирован в США. Статус Международного фонд имел в той связи, что в его Наблюдательный совет входили не только граждане России, вроде лауреата Нобелевской премии Жореса Алфёрова, но и граждане США (Джек Госнелл) и Франции (граф Пётр Шереметев).
В 2017 году Обухов вместе с единомышленниками основал ещё один фонд — «Stop Inform Terror», направленный на противодействие российский пропаганде. В 2023 году этот фонд сменил название на «Стоп Российский Террор», целью которого является не только содействие скорейшему завершению войны и освобождению всех оккупированных российскими войсками территорий Украины, включая Крым, но и гуманитарная помощь гражданам Украины, пострадавшим от российской агрессии.
С 2018 по 2020 год Герман Обухов входил в правление Института национальной политики.
14 марта 2025 года был внесён Минюстом РФ в реестр «иностранных агентов».

## Книги
«Погаснувший рассвет» — первая книга, написанная Германом Обуховым. Её рукопись была конфискована КГБ после ареста и возвращена автору после его реабилитации по указу президента РФ Бориса Ельцина в 1991 году, однако актуальность критических выводов в адрес политики КПСС и коммунистических идей пропала и книга увидела свет лишь во второй редакции в 1999 году под названием «Погаснувший рассвет 15 лет спустя». В 1998 году Герман Обухов издал книгу «Конфискованные письма». Он также написал несколько сот публицистических статей, опубликованных в газетах США, России и Украины. В последующие годы Обухов выпустил новое издание своей первой книги и опубликовал ещё одну — «Времена флибустьеров». Последняя из уже написанных книг — «Украденная страна» (2012), которая фактически оказалась под запретом в России и была вывезена в 2014 году в Украину.
За весь постсоветский период Герман Обухов опубликовал более трёхсот статей и аналитических заметок в американских и российских периодических изданиях. В 2013—2015 годах Обухов являлся самым популярным блогером Радио «Свобода».